# Nikon EM
La Nikon EM és un càmera reflex de nivell principiant que utilitza pel·lícula de 35 mm. Va ser fabricada per Nippon Kogaku KK (avui Nikon Corporation) al Japó des de 1979 fins a 1982 (disponible en estoc en el distribuïdor fins al voltant de 1984). La càmera va ser dissenyada i comercialitzada per al mercat creixent de nous fotògrafs que van entrar al mercat dels compradors de SLR.

## Característiques
Va ser construïda per Nippon Kogaku KK (ara Nikon Corporation) al Japó de 1979 a 1982. A diferència de les Nikon que l'han precedit, l'EM fa un ús extensiu de policarbonat (tot i que el cos és d'alumini) i només es va comercialitzar el model completament negre. Dissenyada per Giorgetto Giugiaro, la Nikon EM es va proposar al mercat com una càmera "de nivell d'entrada", adreçada principalment a aquells que trobaven les càmeres reflex clàssiques exigents i pesades (de fet, es va prestar especial atenció a les usuàries) o professionals que necessitaven un segon cos de càmera lleuger, que estalvies espai i de baix cost.
Tanmateix, les esperances de vendes de Nikon es van frustrar: els propietaris de Nikon SLR no els va agradar l'absència de la configuració manual d'exposició i altres característiques tècniques presents en models anteriors i el mercat femení simplement no es va enlairar.

## Història
Tot i que les càmeres Nikon com la F2 de 1971 eren molt considerades pels fotògrafs professionals, el volum, la despesa i la complexitat de la F2 la van convertir en un càmera amb poques ventes per part de la majoria dels aficionats i principiants. Tot i que les sèries de càmeres Nikkormat FT (1965) i EL (1972) de nivell mitjà de Nikon es van fabricar gairebé igual que les Nikon F i F2, el seu preu relativament elevat va dirigir els aficionats cap a models menys cars d'altres fabricants.